# 完顏昱
完顏昱（？—1139年），女真名蒲家奴，金景祖完顏烏骨乃之孫、沂国公完顏劾孫之子、完顏阿骨打的堂兄弟。

## 生平
蒲家奴曾經跟從阿骨打討伐留可、塢塔。阿骨打派遣蒲家奴招降詐都，詐都立即投降。康宗八年（1110年），跟從熟女真紇石烈部阿里保太彎狙擊敵兵，招納亡命之徒，邊境之民眾多逃亡歸屬他們。蒲家奴以偏師晝伏夜行，抵達石勒水，襲擊大破其部，盡俘其妻子和孩童而歸還。邊氓自此無再逃亡者。後與宗雄視察泰州地土，阿骨打因他們的建議遷徙萬家屯田於當地。
天輔五年（1121年），蒲家奴任國論昊勃极烈，遂為都統，使蒲家奴襲擊遼國天祚帝，而因為雨勢滂沱而不能行。不久，忽魯勃極烈完顏杲都統內外諸軍以攻取中京，蒲家奴等皆為他的副手。天祚帝向西出走，都統完顏杲派遣蒲家奴以兵一千相助撻懶攻擊遼國都統馬哥，沒有趕上撻懶的軍隊，蒲家奴遂與賽里、斜野降伏其西北居延的民眾。而降民稍後再逃散，毗室部亦叛亂，蒲家奴遂率兵襲擊他們。至鐵呂川，遭遇敵軍八千，遂力戰後兵敗。蕭察刺將兵來會，追及敵兵於黃水，獲畜產甚多。這次戰役中，奧燉按打海身被十一處創傷，竟然能敗敵兵凱旋而回。屯軍於旺國崖的西面。
賽里也出兵會合阿骨打，跟從自草濼出發追趕遼國天祚帝，蒲家奴及宗望二人擔任先鋒。賽里告誡他們說：「如果對方挖深溝、築高壘，不能與他們作戰，就地偵察巡邏，別讓他逃跑，等待大軍到達。如果對方沒有做防備，就可以出擊。」阿骨打在胡離畛川駐留，耶律吳十、馬和尚到小魚濼，於夜間潛入遼軍主營，把新羅奴抓回來，由此得知遼帝的所在之處。蒲家奴等人晝夜兼行，追到石輦鐸。女真軍隊四千人，到達的才千多人，被遼兵包圍起來。耶律余睹指示遼帝的旌旗華蓋，騎兵馳馬殺奔過去，遼帝逃跑，遼兵也潰敗下去，被殺死的人數眾多。
宗翰就任西北、西南兩路都統，蒲家奴及斡魯任副都統。烏虎部叛亂，蒲家奴出征討伐，平息叛亂。天會年間，金熙宗改漢後，蒲家奴任職司空，被賜封王位。天眷二年(1139年)，完顏宗磐等被殺，言語牽連到蒲家奴，熙宗下詔剝奪了他的司空職位。同年十二月蒲家奴逝世。天德元年(1149年)，海陵王稱帝後，追贈蒲家奴配享太祖廟廷。正隆二年(1157年)，依照定例，蒲家奴被改封為豫國公。